# Artes vulgares

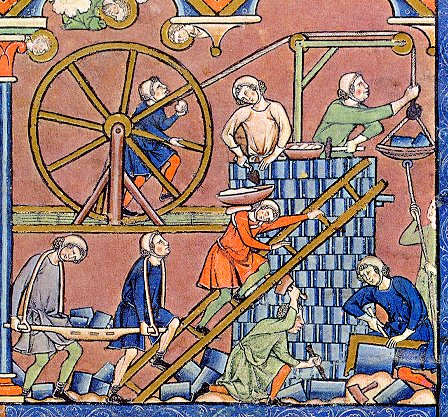
Un sitio en construcción en la Alta Edad Media, de la Biblia Maciejowski.

Durante la antigüedad clásica se denominó artes vulgares a las producidas mediante procedimientos manuales, frente a las que eran producto del pensamiento, las artes liberales. En la Edad Media las artes vulgares fueron conocidas como artes mecánicas.
Esta clasificación fue elaborada por Galeno en el siglo II, que dividió el arte en “artes liberales” y “artes vulgares”, según si tenían un origen intelectual o manual. Entre las liberales se encontraban: la gramática, la retórica y la dialéctica –que formaban el trivium–, y la aritmética, la geometría, la astronomía y la música –que formaban el quadrivium–; las vulgares incluían la arquitectura, la escultura y la pintura, pero también otras actividades que hoy consideramos artesanía.
En época medieval continuó la división del arte entre artes liberales y vulgares, pero estas últimas pasaron a llamarse “mecánicas”. En el siglo XII, Radulfo de Campo Lungo intentó hacer una clasificación de las artes mecánicas, reduciéndolas a siete, igual número que las liberales. En función de su utilidad cara a la sociedad, las dividió en: ars victuaria, para alimentar a la gente; lanificaria, para vestirles; architectura, para procurarles una casa; suffragatoria, para darles medios de transporte; medicinaria, que les curaba; negotiatoria, para el comercio; y militaria, para defenderse.
La posterior evolución del concepto de arte, que culminó con la formulación del término bellas artes por Charles Batteux en 1746 (Las bellas artes reducidas a un único principio), hizo que desapareciese el concepto de artes vulgares o mecánicas.